# Bossonnens
Bossonnens est une localité et une commune suisse du canton de Fribourg, située dans le district de la Veveyse.

## Géographie

### Situation
La commune de Bossonnens est située au sud du canton, à la frontière avec le canton de Vaud (au nord de la commune). Le point le plus haut de la commune est à 804 m d'altitude et le plus bas à 645 m.
Bossonnens mesure 4,1 km2. 12,3 % de cette superficie correspond à des surfaces d'habitat ou d'infrastructure, 71,8 % à des surfaces agricoles et 15,9 % à des surfaces boisées.
Bossonnens est limitrophe d'Attalens et Granges (Veveyse) ainsi qu'Oron dans le canton de Vaud.

### Développement du territoire
Le village s'est développé du sud vers le nord, à partir du château et du bourg médiéval. La chapelle construite en 1716 avec les matériaux des anciennes chapelles du château et de St-Claude marque la partie la plus ancienne du village. Un autre pôle s'est développé autour de la gare construite en 1900 avec l'arrivée du chemin de fer. Un restaurant, ancien Hôtel de la Gare, et un tea-room installé dans un nouvel ensemble locatif qui abrite aussi l'administration communale, la poste et des commerces et services variés constituent le nouveau centre de gravité du village. À mi-chemin entre ces deux secteurs, l'école communale, un très beau bâtiment de 1913 complété d'une construction moderne dotée d'une salle polyvalente ajoutée en 2000, constitue un élément de liaison entre nord et sud. 
Au sud de la commune se trouvent les importants vestiges d'un château et d'un bourg médiéval qui s'y développa au XVIe siècle mais fut abandonné dès le début du XVIIe siècle. Les restes d'une imposante tour ronde marquent l'extrême sud du site.

### Transports publics
La commune compte une gare de la ligne à voie étroite des Transports publics fribourgeois (TPF) qui relie Palézieux-Châtel-Saint-Denis-Bulle, ainsi que plusieurs arrêts de bus des TPF et des VMCV (Vevey-Montreux-Chillon-Villeneuve) qui portent principalement vers Vevey et Oron.

## Toponyme
Le toponyme Bossonnens est formé d’un nom de personne, sans doute germanique (Bozennus ou Boz(z)o), suivi du suffixe toponymique germanique -ingōs (« chez les gens de, chez ceux du clan de »).
La première occurrence, Bucenens, date des environs de l'an mil. La graphie Bossonnens est attestée depuis 1221.
La commune se nomme Bossounin () ou Bochounin en patois fribourgeois

## Histoire
La voie romaine qui reliait Augusta Praetoria (Aoste, Italie) au nord de l'Europe, en montant de Vevey et passant par Aventicum (Avenches) traversait très vraisemblablement ce territoire le long de la rive droite de la Biorde. En 1829, des fouilles archéologiques, les premières dans le canton de Fribourg, ont mis au jour les restes d'une villa romaine au lieu-dit Essert des Corbes.
Le château a été construit vers 1150, il fut incendié en 1475 lors des guerres de Bourgogne. Le site médiéval qui comportait le château et un bourg fortifié a été progressivement abandonné. En 1716, la construction d'une nouvelle chapelle dans le village développé au nord du château marque la fin de l'épisode médiéval.
Bossonnens a appartenu à la famille de Blonay dès le XIe siècle, puis à la famille d'Oron et aux seigneurs de la Sarraz. Ces derniers vendent la seigneurie à la Maison de Savoie en 1513 (Administration savoyarde du Pays de Vaud). Lors de la conquête du Pays de Vaud par les troupes bernoises et fribourgeoises en 1536, Bossonnens passe sous la domination de Fribourg qui y installe un bailli. Le bailli sera plus tard déplacé à Attalens.

## Population et société

### Gentilé et surnom
Les habitants de la commune se nomment les Bossonnensois[source insuffisante].
Ils sont surnommés les Guelins, soit les lents en patois fribourgeois.

### Démographie

#### Évolution de la population
Bossonnens compte 1 575 habitants au 31 décembre 2022 pour une densité de population de 384 hab/km2. Sur la période 2010-2019, sa population a augmenté de 11,3 % (canton : 15,5 % ; Suisse : 9,4 %).  

#### Pyramide des âges
En 2020, le taux de personnes de moins de 30 ans s'élève à 36,4 %, au-dessus de la valeur cantonale (35,2 %). Le taux de personnes de plus de 60 ans est quant à lui de 17 %, alors qu'il est de 22 % au niveau cantonal.
La même année, la commune compte 732 hommes pour 769 femmes, soit un taux de 48,8 % d'hommes, inférieur à celui du canton (50,1 %).
| Hommes | Classe d’âge | Femmes |
| ------ | ------------ | ------ |
| 0,1    | 90 ans ou +  | 1,2    |
| 3,1    | 75 à 89 ans  | 4,9    |
| 11,6   | 60 à 74 ans  | 13,0   |
| 26,2   | 45 à 59 ans  | 23,4   |
| 21,6   | 30 à 44 ans  | 22,1   |
| 18,3   | 15 à 29 ans  | 18,5   |
| 19,0   | - de 14 ans  | 16,9   |

| Hommes | Classe d’âge | Femmes |
| ------ | ------------ | ------ |
| 0,4    | 90 ans ou +  | 1,0    |
| 5,9    | 75 à 89 ans  | 7,4    |
| 14,5   | 60 à 74 ans  | 14,8   |
| 22,2   | 45 à 59 ans  | 21,9   |
| 21,0   | 30 à 44 ans  | 20,6   |
| 19,1   | 15 à 29 ans  | 18,3   |
| 17,0   | - de 14 ans  | 16,0   |

### Religions et langues
La population de Bossonnens est à 70 % catholique et à 20 % protestante. 90 % des habitants sont de langue maternelle française[réf. souhaitée].

## Économie
Le village est surtout entouré de champs et de prairies. Au niveau des industries on trouve sur le territoire de la commune une usine-dépôt, une grande entreprise de vêtements professionnels, diverses entreprises du domaine de la construction et des services. Une brasserie et un salon de tatouage complètent l'offre disponible dans le village. Une partie importante de la population travaille sur le bassin lémanique vers Vevey et Lausanne. Un important centre de tennis draine des joueurs de toute la région.

## Monuments
Au sud du village, à proximité de la route conduisant à Vevey, on peut visiter les vestiges d'un château et du bourg médiéval fortifié installé à ses pieds. Un sentier didactique fournit de nombreuses informations sur ce site particulier.
- Tour ronde à l'extrémité sud du site médiéval

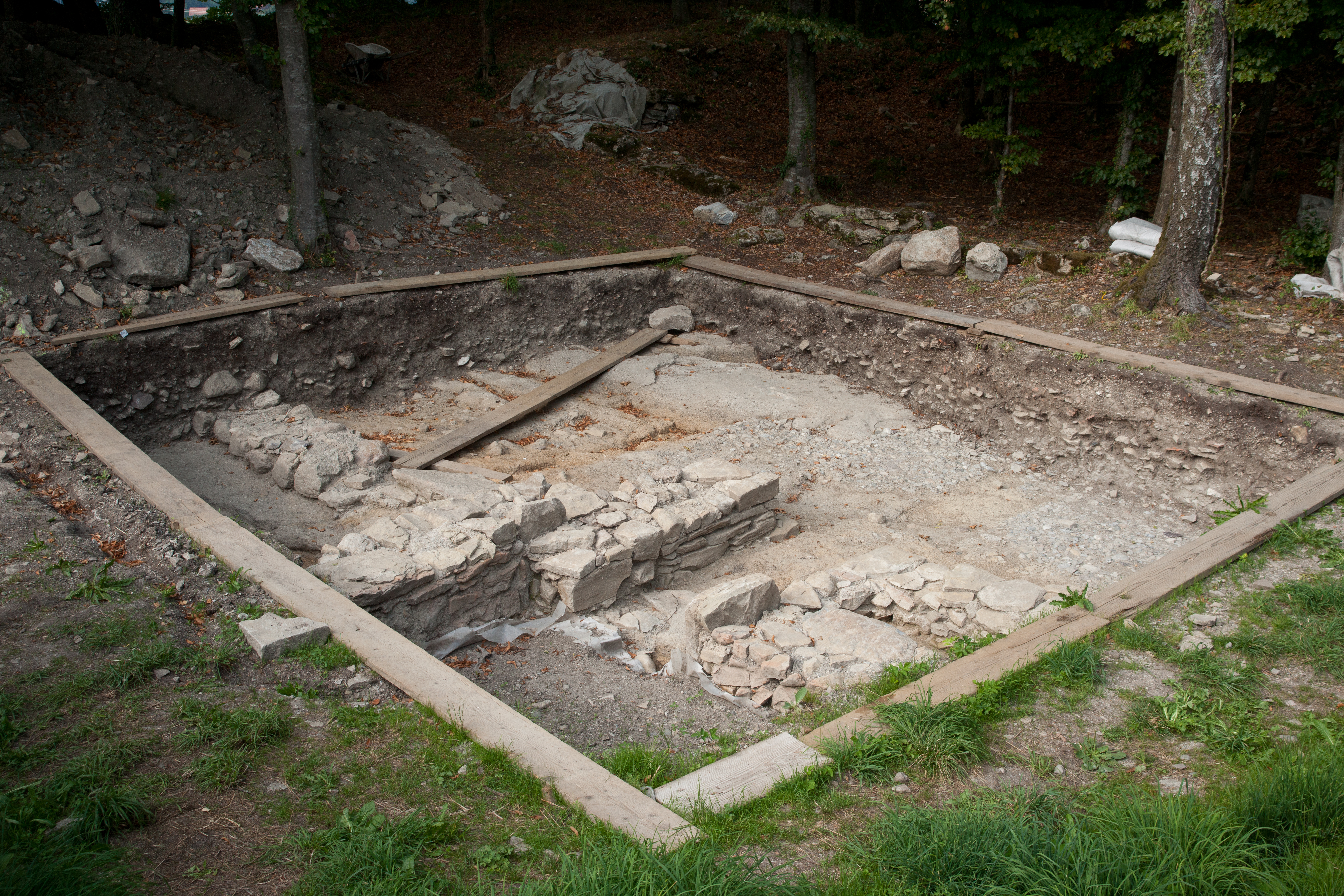
Fouilles archéologiques.
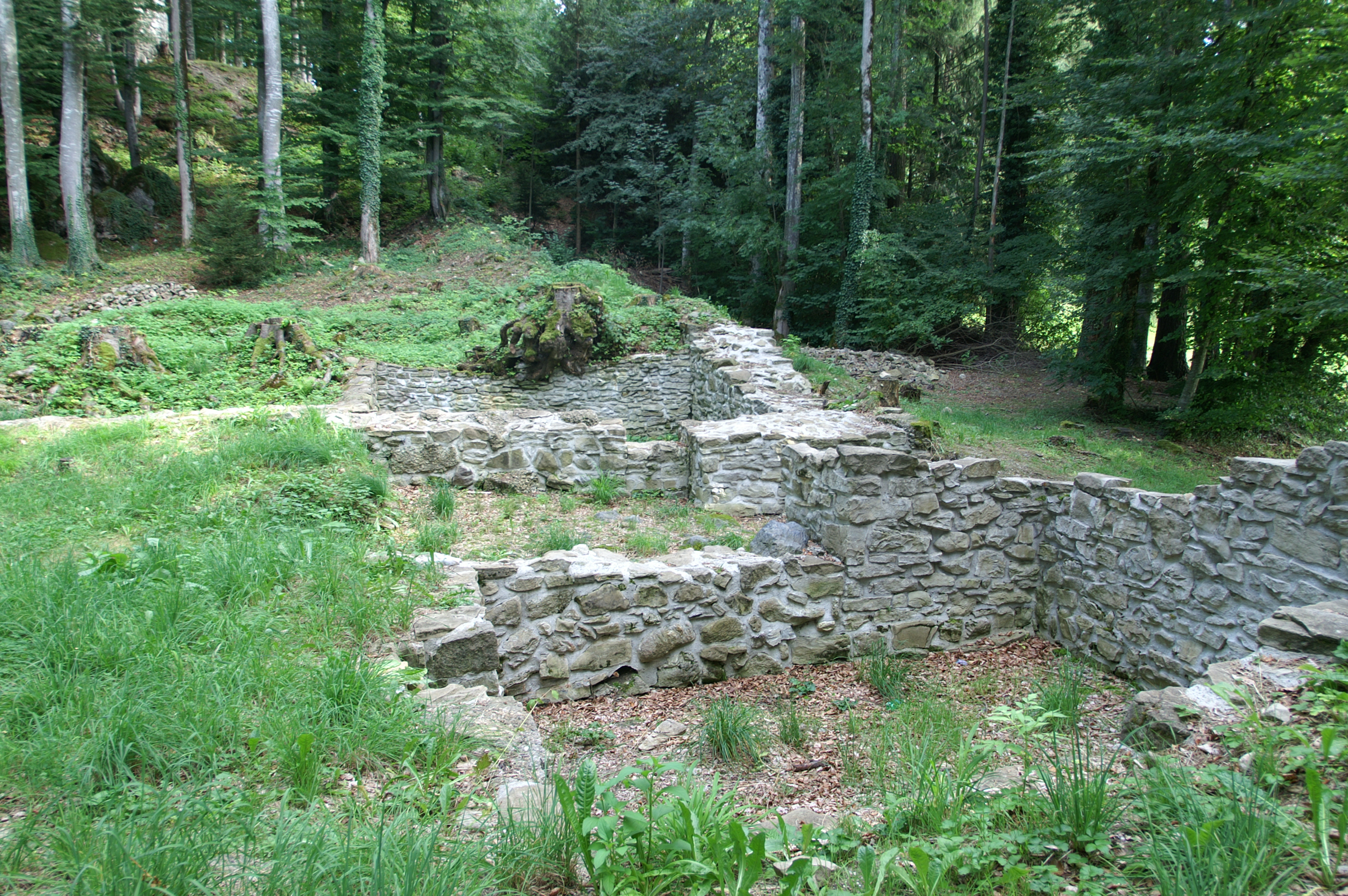
Vestiges du bourg médiéval.